# Europese kampioenschappen indooratletiek 1979
De Europese kampioenschappen indooratletiek 1979 werden van 24 tot en met 25 februari 1979 gehouden in het Ferry-Dusika-Hallenstadion in de Oostenrijkse hoofdstad Wenen. Het was de tweede maal dat de kampioenschappen in Oostenrijk werden gehouden. In 1970 was het kampioenschap in de Stadthalle in dezelfde stad gehouden.

## Medailles

### Mannen
| Onderdeel            | Goud                              | Goud   | Zilver                            | Zilver | Brons                               | Brons  |
| -------------------- | --------------------------------- | ------ | --------------------------------- | ------ | ----------------------------------- | ------ |
| 60 m                 | Marian Woronin Polen              | 6,57   | Leszek Dunecki Polen              | 6,62   | Petar Petrov Bulgarije              | 6,63   |
| 400 m                | Karel Kolář Tsjecho-Slowakije     | 46,21  | Stefano Malinverni Italië         | 46,59  | Horia Toboc Roemenië                | 46,86  |
| 800 m                | Antonio Páez Spanje               | 1.47,4 | Binko Kolev Bulgarije             | 1.47,8 | András Paróczai Hongarije           | 1.48,2 |
| 1500 m               | Eamonn Coghlan Ierland            | 3.41,8 | Thomas Wessinghage West-Duitsland | 3.42,2 | John Robson Verenigd Koninkrijk     | 3.42,8 |
| 3000 m               | Markus Ryffel Zwitserland         | 7.44,5 | Christoph Herle West-Duitsland    | 7.45,5 | Aleksandr Fedotkin Sovjet-Unie      | 7.45,5 |
| 60 m horden          | Thomas Munkelt Oost-Duitsland     | 7,59   | Arto Bryggare Finland             | 7,67   | Edoeard Pereverzev Sovjet-Unie      | 7,70   |
| Verspringen          | Vladimir Tsepeljov Sovjet-Unie    | 7,88   | Valeri Pidloezjny Sovjet-Unie     | 7,86   | Lutz Franke Oost-Duitsland          | 7,80   |
| Hink-stap-springen   | Gennadi Valjoekevitsj Sovjet-Unie | 17,02  | Anatoli Piskoelin Sovjet-Unie     | 16,97  | Jaak Uudmäe Sovjet-Unie             | 16,91  |
| Hoogspringen         | Volodymyr Jasjtsjenko Sovjet-Unie | 2,26   | Gennadiy Belkov Sovjet-Unie       | 2,26   | André Schneider-Laub West-Duitsland | 2,24   |
| Polsstokhoogspringen | Władysław Kozakiewicz Polen       | 5,58   | Konstantin Volkov Sovjet-Unie     | 5,45   | Vladimir Trofimenko Sovjet-Unie     | 5,45   |
| Kogelstoten          | Reijo Ståhlberg Finland           | 20,47  | Geoff Capes Verenigd Koninkrijk   | 20,23  | Volodymyr Kyseljov Sovjet-Unie      | 20,01  |

### Vrouwen
| Onderdeel    | Goud                             | Goud   | Zilver                                  | Zilver | Brons                             | Brons  |
| ------------ | -------------------------------- | ------ | --------------------------------------- | ------ | --------------------------------- | ------ |
| 60 m         | Marlies Göhr Oost-Duitsland      | 7,16   | Marita Koch Oost-Duitsland              | 7,19   | Ljoedmila Storozjkova Sovjet-Unie | 7,22   |
| 400 m        | Verona Elder Verenigd Koninkrijk | 51,80  | Jarmila Kratochvílová Tsjecho-Slowakije | 51,81  | Karoline Käfer Oostenrijk         | 51,90  |
| 800 m        | Nikolina Shtereva Bulgarije      | 2.02,6 | Anita Weiß Oost-Duitsland               | 2.02,9 | Fița Lovin Roemenië               | 2.03,1 |
| 1500 m       | Natalia Mărășescu Roemenië       | 4.03,5 | Zamira Zaytseva Sovjet-Unie             | 4.03,9 | Svetlana Guskova Sovjet-Unie      | 4.07,4 |
| 60 m horden  | Danuta Wołosz-Perka Polen        | 7,95   | Grażyna Rabsztyn Polen                  | 8,00   | Nina Derbina Sovjet-Unie          | 8,09   |
| Verspringen  | Siegrun Siegl Oost-Duitsland     | 6,70   | Jarmila Nygrýnová Tsjecho-Slowakije     | 6,42   | Lena Johansson Zweden             | 6,27   |
| Hoogspringen | Andrea Mátay Hongarije           | 1,92   | Urszula Kielan Polen                    | 1,85   | Ulrike Meyfarth West-Duitsland    | 1,80   |
| Kogelstoten  | Ilona Slupianek Oost-Duitsland   | 21,01  | Marianne Adam Oost-Duitsland            | 20,11  | Judy Oakes Verenigd Koninkrijk    | 15,66  |

### Medailleklassement
| Plaats | Land                | Goud | Zilver | Brons | Totaal |
| 1      | Oost-Duitsland      | 4    | 3      | 1     | 8      |
| 2      | Sovjet-Unie         | 3    | 5      | 8     | 16     |
| 3      | Polen               | 3    | 3      | 0     | 6      |
| 4      | Tsjecho-Slowakije   | 1    | 2      | 0     | 3      |
| 5      | Verenigd Koninkrijk | 1    | 1      | 2     | 4      |
| 6      | Bulgarije           | 1    | 1      | 1     | 3      |
| 7      | Finland             | 1    | 1      | 0     | 2      |
| 8      | Roemenië            | 1    | 0      | 2     | 3      |
| 9      | Hongarije           | 1    | 0      | 1     | 2      |
| 10     | Ierland             | 1    | 0      | 0     | 1      |
| 10     | Spanje              | 1    | 0      | 0     | 1      |
| 10     | Zwitserland         | 1    | 0      | 0     | 1      |
| 13     | West-Duitsland      | 0    | 2      | 2     | 4      |
| 14     | Italië              | 0    | 1      | 0     | 1      |
| 15     | Oostenrijk          | 0    | 0      | 1     | 1      |
| 15     | Zweden              | 0    | 0      | 1     | 1      |
| Totaal | Totaal              | 19   | 19     | 19    | 57     |

1970 ·
1971 ·
1972 ·
1973 ·
1974 ·
1975 ·
1976 ·
1977 ·
1978 ·
1979 ·
1980 ·
1981 ·
1982 ·
1983 ·
1984 ·
1985 · 
1986 · 
1987 · 
1988 · 
1989 · 
1990 · 
1992 · 
1994 · 
1996 · 
1998 · 
2000 · 
2002 · 
2005 · 
2007 · 
2009 ·
2011 ·
2013 ·
2015 ·
2017 ·
2019 ·
2021 ·
2023 ·
2025
Belgische medaillewinnaars · Nederlandse medaillewinnaars